# Wim Van Belleghem
Willem (Wim) Van Belleghem (Brugge, 10 juni 1963) is een Belgisch voormalig roeier uit Koolkerke bij Brugge. Hij is, na Polydore Veirman van dezelfde club  en samen met Eveline Peleman van de Koninklijke Roeivereniging Sport Gent de grootste Belgische skiffeur (single sculler) aller tijden. Hij werd wereldkampioen in de categorie lichtgewichten op de wereldkampioenschappen roeien 1987 en won daarna nog twee keer zilver en een keer brons op de wereldkampioenschappen roeien/lichte skiff. Hij won als enige lichtgewicht (gewichtsklasse)roeier ooit ook de Diamond Challenge Sculls voor de Koninklijke Roeivereniging Club Gent op de Henley Royal Regatta in Engeland. Ook nam hij tweemaal deel aan de Olympische Spelen, maar won hierbij geen medailles.
In 1988 behaalde hij samen met Alain Lewuillon uit Brussel in de twee zonder stuurman een vierde plaats op de Olympische Spelen van 1988 in Seoel op slechts enkele tiende seconde van het brons. Vier jaar later op de Olympische Spelen van Barcelona moest hij met een tijd van 6.01,38 op de dubbel-vier genoegen nemen met een twaalfde plaats.
Van Belleghem kreeg zijn allereerste initiatie en de eerste roeitechnische lessen van oud-bondscoach René Vingerhoet. Hij had ook de heren Jens Mac Marren, Yvan Vanier, Mike Spracklen, Guido Terryn en Ryszard Kedziersky als trainers. Hij was jarenlang en tot vandaag de enige semi-prof roeier in België. Samen met nog andere Belgische roeitoppers / witte raven verliep de relatie met hogere Belgische roei-officials niet altijd even gunstig.
In zijn actieve tijd was hij lid van de Brugse Trimm- en Roeiclub(B.T.R.), later ook even van de Koninklijke Roeivereniging Club Gent bij wie hij Henley won. 

## Titels
- Belgisch kampioen roeien - 1977
- Wereldkampioen roeien (lichte skiff) - 1987

## Palmares

### roeien (lichte skiff)
- 1983: 9e WK - 7.19,23
- 1984: 6e WK - 7.15,02
- 1985: 4e WK - 7.13,43
- 1986: 4e WK - 7.23,17
- 1987:  WK - 8.06,10
- 1989:  WK - 7.20,03
- 1990:  WK - 7.22,49
- 1991:  WK
- 1992: 10e WK - 7.21,45

### roeien skiff open
- 1991:  Diamond Challenge Sculls op de Henley Royal Regatta

### roeien (twee zonder stuurman)
- 1988: 4e OS - 6.45,47

### roeien (dubbel-vier)
- 1992: 12e OS - 6.01,38